# İsmet İnönü
Mustafa İsmet İnönü (Esmirna, 24 de septiembre de 1884 - Ankara, 25 de diciembre de 1973) fue un militar turco, primer ministro y segundo presidente de la República de Turquía.

## Biografía

### Vida personal
Mustafa İsmet nació en Esmirna en 1884, en el seno de una familia kurda originaria de Malatya. Su padre, de ascendencia kurda, era juez y su madre, de familia turca, procedía de la ciudad de Razgrad en la actual Bulgaria. La familia de İnönü se trasladó varias veces de ciudad, debido a los diferentes destinos de su padre. Así, Ismet completó su educación primaria en Sivas y se graduó en secundaria, en 1894, en la escuela militar Sivas Askerî Rüştiyesi y posteriormente estudió durante un año en Sivas Mülkiye İdadisi. Contrajo matrimonio con Mevhibe İnönü en 1916. Falleció el 25 de diciembre de 1973 y su tumba se encuentra en el mausoleo que se erigió en Ankara para albergar los restos de Atatürk.

### Trayectoria militar
İnönü se graduó en la Academia Militar en 1903 y recibió su primer destino militar en el ejército del Imperio otomano. Obtuvo sus primeras victorias militares terminando con dos importantes rebeliones contra el Imperio otomano, primero en Rumelia y a continuación en Yemen. Se unió al movimiento reformista de los Jóvenes Turcos en 1908. En 1913, al finalizar la primera guerra de los Balcanes, participó en la comisión que redactó los acuerdos de paz con Bulgaria. Durante la Primera Guerra Mundial, luchó en el Frente Oriental, en Siria, donde mandó un Cuerpo de Ejército entre 1915 y 1918. En 1918 se convirtió en Asesor del ministro de Guerra.
Al finalizar la guerra —en la que el Imperio otomano participó junto a la Triple Alianza, siendo derrotada— fue elegido jefe de la delegación turca en el Tratado de Lausana para la firma de las condiciones del armisticio. Posteriormente fue ascendido a general de brigada tras las «Batallas de İnönü», durante la guerra de Independencia turca (1919-1922) o guerra greco-turca, en las que defendió con éxito el territorio anatolio central frente al ejército griego invasor y que, por lo tanto, llevan su nombre en su honor.

### Trayectoria política
En 1922 fue nombrado ministro de Asuntos Exteriores. El 30 de octubre de 1923 dio un giro a su carrera pasando a ser primer ministro de Turquía, cargo en el que continuaría hasta 1937. En noviembre de 1938, al morir el fundador de la República Turca, Atatürk —con quien le unía una gran amistad y no en vano fue su mano derecha— el nombre de İnönü era el único que parecía ser tomado en consideración para sustituirlo, y así fue como pasó a ser el segundo presidente de la República de Turquía. Promovió una política neutral durante el transcurso de la Segunda Guerra Mundial, pero en diciembre de 1943, ante los triunfos de los Aliados, se entrevistó con Roosevelt y Churchill en El Cairo, y en febrero de 1945, con la contienda decidida, declaró la guerra a Alemania y Japón. En 1950 su partido perdió las elecciones generales y presidió la transferencia pacífica del poder al Partido Demócrata. İnönü ocupó durante diez años el cargo de líder de la oposición antes de regresar al poder después del golpe de Estado de 1960. En 1972 se retiró de la política para pasar a ser miembro vitalicio del Parlamento Turco.